# Homa János
Homa János (Szikszó, 1956. július 11. –) magyar újságíró, egyetemi tanár, politikus, országgyűlési képviselő.

## Életpályája

### Iskolái
1974-ben érettségizett az esztergomi Temesvári Pelbárt Ferences Gimnáziumban. 1978–1982 között az egri Ho Si Minh Tanárképző Főiskola történelem-népművelés szakán tanult. 1999–2002 között elvégezte a Pázmány Péter Katolikus Egyetem történelem szakát.

### Pályafutása
1974–1977 között Miskolcon könyvesbolti eladóként dolgozott. 1977–1978 között népművelő volt; a Ho Si Minh Tanárképző Főiskola hallgatójaként Ablak című lapot alapított, melynek felelős szerkesztője volt. 1982–1983 között a Rádió miskolci stúdiójában gyakornokként dolgozott. 1983–1989 között az egri Népújság munkatársa, rovatvezető helyettese, főmunkatársa és országgyűlési tudósítója volt. 1989–1990 között a Heti Hírnök című regionális lap szerkesztőségi vezetője és főszerkesztő-helyettese volt. 1991-ben az Észak-Magyarországon megjelenő Hétvégi Extra című hetilap főszerkesztőjeként tevékenykedett. 1993–1995 között az Észak-Magyarországi Extra menedzser-főszerkesztője volt. 1994-ben a Heves Megyei Nap főszerkesztő-helyettese volt. 1995–1999 között kiadóigazgatóként dolgozott; valamint az Agriapress Kft. cégvezetője volt. 1999-től az Eszterházy Károly Tanárképző Főiskola kommunikáció tanszékén oktat. 1999–2003 között a Heves Megyei Vízmű Rt. igazgatótanácsának tagja volt. 2006-tól az Eventus Szakközépiskola oktatója.

### Politikai pályafutása
1995-től a Fidesz tagja. 1997–2002 között a Fidesz Heves megyei alelnöke volt. 1998–2002 között az Emberi jogi, kisebbségi és vallásügyi bizottság tagja, valamint a Millenniumi albizottság elnöke és az Európai integrációs albizottság tagja volt. 1998–2006 között országgyűlési képviselő volt (1998–2002: Eger; 2002–2006: Heves megye). 1998–2006 között a Kulturális és sajtóbizottság tagja volt. 2006 óta egri önkormányzati képviselő.

## Családja
Szülei: Homa János (?-1994) és Medve Piroska voltak. 1979-ben házasságot kötött Móra Évával. Négy gyermekük született: János (1983), Eszter (1985), Sára (1987) és András (1993).

## Művei
- Sike(r)-dosszié (Budai Ferenccel, 1989)
- Ma van húsvét napja (gyermekirodalom, folklór, 1992)
- Hal(l)hatatlan politikai viccek (1994)
- A nagymama karácsonyi énekei (népénekek, 1994)